# Neisseria animalis
Neisseria animalis – gatunek bakterii z rodzaju Neisseria opisany przez Ulricha Bergera w 1960 roku. Jego obecność została dotychczas stwierdzona jedynie w jamie ustnej kawii domowej. Gatunek ten wytwarza katalazę. Nie jest zdolny do produkcji kwasu z glukozy czy maltozy, ani do redukcji azotanów.